# مركز ماركوس لتقنية النانو
مركز ماركوس لتقنية النانو يعتبر مبنى ماركوس لتقنية النانو (MNB) منشأة تابعة لمعهد جورجيا للتكنولوجيا.
تم تشييد المبنى في موقع مبنى أبحاث الإلكترونيات وهو المقر السابق لمختبر المعلومات والاتصالات التابع لـ معهد جورجيا للتكنولوجيا. تم افتتاحه في 24 أبريل 2009 كمركز أبحاث ماركس لتقنية النانو وهو الاسم الذي كان يحمله حتى أكتوبر 2013.

## الأبحاث
يعد مبنى مركز ماركوس لتقنية النانو الآن المقر الرئيسي لمعهد الإلكترونيات وتكنولوجيا النانو (IEN) ، وهو أحد معاهد الأبحاث المتعددة التخصصات الجديدة التابعة لـ معهد جورجيا تك. يضم المبنى أكبر مختبر لغرف الأبحاث مخصص لتصنيع وتوصيف وتجميع أجهزة الطب الحيوي وأشباه الموصلات في جنوب شرق الولايات المتحدة.
هذه المختبرات المفتوحة التي تشارك المستخدمين هي جزء من شبكة البنية التحتية الوطنية لتقنية النانو التابعة لمؤسسة العلوم الوطنية وهي شبكة تضم 14 من هذه المرافق في الجامعات في جميع أنحاء الولايات المتحدة. تتوافر المختبرات للأكاديميين العالميين وموظفي الصناعة والموظفين الحكوميين على أساس استرداد الرسوم لتمكين الطلاب والعلماء والمهندسين الذين يقومون بأبحاث حول تكنولوجيا النانو لدراسة خصائص وسلوك الذرات والجزيئات واستخدام هذه المعرفة لإنشاء مواد جديدة وصغيرة وأدوات وآلات قياس النانو.

## الحالة
كان مختبر المعلومات والاتصالات موجود مسبقا في الموقع وقد تم نقله. تم هدم مبنى أبحاث الإلكترونيات الذي أنشئ في عام 1966 وبدأ البناء في 2006.
تم تمويل البناء من خلال العديد من التبرعات بما في ذلك 7 ملايين دولار من ولاية جورجيا و15 مليون دولار من مؤسسة ماركوس و36 مليون دولار من مصدر غير معروف.